# Santa Marina d'Albona
Santa Marina d'Albona (in croato Sveta Marina) è una frazione di 51 abitanti del comune di Arsia, nella Regione Istriana.

## Storia
L'abitato è di epoca romana, come emerge dal ritrovamento di un'ara votiva dedicata a Liber, la divinità latina identificata al greco Dionisio. Quest'ara era stata innalzata da Lucio Volumnio Pudens e datata al I o II secolo d.C. .

## Luoghi d'interesse
- Chiesa di Santa Marina: Collocata sulla parte terminale di Punta Santa Marina, è una chiesetta romanica del XIII secolo, di piante rettangolare con abside semicircolare inscritta, parzialmente ricostruita nel 1926. L'aspetto della costruzione è scarno: si presenta con un piccolo campanile a vela in cemento e con porticato in legno sorretto da quattro colonnine a base circolare.

I possenti basamenti in muratura emersi nelle vicinanze della chiesa suffragano la tradizione popolare locale che vuole che un tempo vi fosse l'antico monastero femminile benedettino di Santa Maria del Lago. La chiesa fu, infatti, depredata dagli Uscocchi nel 1599, durante gli attacchi ad Albona e, in seguito fu distrutta per impedire ai predoni di farne un rifugio.
- Chiesa di San Bastian: Si trova lungo il pendio che porta alla vetta del Montisel (196 m), che domina l'intero vallone di Santa Marina (Uvala Sv. Marina).

## Società

### Evoluzione demografica
| Popolazione residente per anno | Popolazione residente per anno | Popolazione residente per anno | Popolazione residente per anno | Popolazione residente per anno | Popolazione residente per anno | Popolazione residente per anno | Popolazione residente per anno | Popolazione residente per anno | Popolazione residente per anno | Popolazione residente per anno | Popolazione residente per anno | Popolazione residente per anno | Popolazione residente per anno | Popolazione residente per anno | Popolazione residente per anno |
| ------------------------------ | ------------------------------ | ------------------------------ | ------------------------------ | ------------------------------ | ------------------------------ | ------------------------------ | ------------------------------ | ------------------------------ | ------------------------------ | ------------------------------ | ------------------------------ | ------------------------------ | ------------------------------ | ------------------------------ | ------------------------------ |
| 1857                           | 1869                           | 1880                           | 1890                           | 1900                           | 1910                           | 1921                           | 1931                           | 1948                           | 1953                           | 1961                           | 1971                           | 1981                           | 1991                           | 2001                           | 2011                           |
| 350                            | 407                            | 94                             | 104                            | 133                            | 143                            | 0                              | 725                            | 151                            | 118                            | 101                            | 65                             | 52                             | 35                             | 42                             | 51                             |